# Here We Stand
Albums de The Fratellis
Costello Music
(2006) We Need Medicine
(2013)
Singles
1. Mistress Mabel
Sortie : 26 mai 2008
2. Look Out Sunshine!
Sortie : 18 août 2008
3. A Heady Tale
Sortie : 22 décembre 2006

Here We Stand est le deuxième album du groupe de rock indépendant écossais The Fratellis, publié le 6 juin 2008 chez Island Records.

## Liste des chansons
Toutes les chansons sont écrites et composées par Jon Fratelli.
| No  | Titre                 | Durée |
| --- | --------------------- | ----- |
| 1.  | My Friend John        | 3:01  |
| 2.  | A Heady Tale          | 4:53  |
| 3.  | Shameless             | 3:56  |
| 4.  | Look Out Sunshine!    | 3:53  |
| 5.  | Stragglers Moon       | 4:31  |
| 6.  | Mistress Mabel        | 4:28  |
| 7.  | Jesus Stole My Baby   | 4:24  |
| 8.  | Babydoll              | 4:42  |
| 9.  | Tell Me a Lie         | 3:58  |
| 10. | Acid Jazz Singer      | 4:22  |
| 11. | Lupe Brown            | 5:27  |
| 12. | Milk and Money        | 4:41  |
| 13. | Moriarty's Last Stand | 4:11  |